# Sterren van populatie I, II en III

De verdeling van Populatie I en II sterren in het Melkwegstelsel.

Sterren van populatie I, II en III  zijn drie verschillende typen van sterren, waarvan in de schijf van de Melkweg er van populatie I het meeste voorkomen, er in het centrale deel van de Melkweg en de bolvormige sterrenhopen in de halo rondom de Melkweg van populatie II de meeste voorkomen, terwijl sterren van populatie III alleen kort na de oerknal hebben bestaan.
Toen de astronomen in de eerste decennia van de 20e eeuw enig inzicht begonnen te krijgen in de structuur van het melkwegstelsel, ontdekten ze dat er zich rondom de galactische schijf een halo van bolvormige sterrenhopen bevindt. Uit de spectraalanalyse bleek dat deze sterren in chemisch opzicht zeer verschillend waren van de sterren in de schijf: hun gehalte aan 'metalen', dat wil zeggen elementen zwaarder dan waterstof en helium, bleek enkele tientallen malen lager te zijn.
Om de twee soorten sterren van elkaar te onderscheiden, noemde Walter Baade in 1944 aan het type sterren in de schijf sterren van populatie I en die in de bolvormige sterhopen sterren van populatie II. De sterren in het galactisch centrum bleken ook grotendeels tot populatie II te horen.
Hoogstwaarschijnlijk komen de sterren van populatie II uit de beginfase van het Melkwegstelsel, toen het interstellair gas nog niet door supernova's met metalen was verrijkt.
Dat verklaart ook waarom deze sterrenhopen zich in een halo rondom de schijf bevinden. Het melkwegstelsel is als een min of meer bolvormige gashoop begonnen. Allereerst vormden zich de bolvormige sterrenhopen met daarin populatie-II-sterren, vervolgens kromp de bol verder in, waarbij deze inkrimping in het voornaamste rotatievlak geringer was dan loodrecht daarop, zodat er een schijfvormige structuur ontstond. In de sterren van populatie II werden al wel metalen geproduceerd, maar minder dan daarna in de sterren van populatie I. De populatie-I-sterren ontwikkelden zich binnen die schijf uit gas.

## Populatie III
Een groep onderzoekers van het Goddard Space Flight Center van de NASA te Greenbelt ontdekte in 2005 spectraallijnen in sterrenstelsels met een extreem hoge roodverschuiving, die waarschijnlijk bestaan uit sterren die in de eerste paar honderd miljoen jaar na de oerknal zijn gevormd. Dit was de eerste aanwijzing voor het bestaan van een type sterren met gigantische lichtkracht, in de orde van miljoenen malen die van de zon, waarvan astronomen het bestaan reeds hadden vermoed. De beste bewijzen tot nu toe voor het bestaan van deze sterren, die sterren van populatie III worden genoemd, kwamen aan het licht door waarnemingen aan het stelsel Cosmos Redshift 7.
Met computermodellen heeft men de thermodynamische eigenschappen van interstellaire gaswolken doorgerekend. Het blijkt dat die in wolken zonder metalen beduidend anders zijn dan in wolken die wel over een geringe hoeveelheid elementen zwaarder dan waterstof of helium beschikken. Een deel van die zwaardere elementen vormt namelijk een kosmisch stof, dat de omzetting van atomair waterstof in tweeatomige waterstofmoleculen bevordert. Omdat deze moleculen meer straling uitzenden dan losse atomen, kan de wolk beter afkoelen. Bij lagere temperatuur kunnen ook kleinere wolken zich tot een ster samentrekken.
Terwijl bij wolken met stofdeeltjes de grote meerderheid van de gevormde sterren tussen 0,1 en 10 zonsmassa zwaar is, blijkt dat er zich in een wolk van sterren zonder daarin metalen alleen sterren van 100 zonsmassa's en meer vormen. Deze sterren hebben gedurende hun zeer korte levensduur, nog van enkele honderdduizenden jaren, een buitengewone lichtkracht. Vanwege hun grote massa en lichtkracht moeten ze veel op Wolf-Rayetsterren hebben geleken, die door hun krachtige zonnewind veel materie uitstoten.
Deze sterren zijn waarschijnlijk verantwoordelijk voor de productie van de geringe hoeveelheid metalen, die er in de populatie-II-sterren aanwezig is.